# Édouard Axelrad
Édouard Axelrad (* 10. Juni 1918 in Paris; † 2006) war ein französischer Schriftsteller.

## Leben und Werk
Axelrad wurde von der Gestapo als Widerstandskämpfer verhaftet und ins KZ Auschwitz deportiert. Seine Zeichenkünste fielen einem deutschen Offizier auf und sicherten ihm sein Überleben.
Das Kriegsende 1945 erlebte Axelrad im KZ Sachsenhausen. Seine Erlebnisse dort verarbeitete er in seinem autobiographischen Roman Le Jaune, den er 1988 veröffentlichte.

## Ehrungen
- 1985 Prix RTL grand public für seinen Roman Marie Casse-Croûte
- 1995 Prix Claude-Farrère für seinen Roman Au fil du fleuve

## Werke (Auswahl)
- L'arche ensevelie. Roman. Julliard, Paris 1959.
- La terre de la gazelle. Roman. Lattès, Paris 1983.
- Marie Casse-Croûte. Roman. Lattès, Paris 1985, ISBN 2-253-03934-9.
- Le Jaune. Roman. Lattès, Paris 1988.
- La cavale irlandaise. Presse de la Cité, Paris 1991, ISBN 2-258-03144-3.
- Au fil du fleuve. Roman. Presse de la Cité, Paris 1994, ISBN 2-258-03462-0.